# 大森義弘
大森 義弘（おおもり よしひろ、1929年10月17日 - 2016年11月10日）は、日本の鉄道実業家。北海道旅客鉄道（JR北海道）の初代代表取締役社長や、北海道経済同友会代表幹事を務めた。

## 人物・経歴
東京都出身。東京大学法学部卒業後、1955年に日本国有鉄道入社。北海道総局長を経て、国鉄分割民営化に伴い発足したJR北海道の初代代表取締役社長として、新千歳空港駅開設や札幌駅前開発などにあたった。北海道経済同友会代表幹事なども務めた。叙正四位、旭日重光章追贈。